# شد الرحال

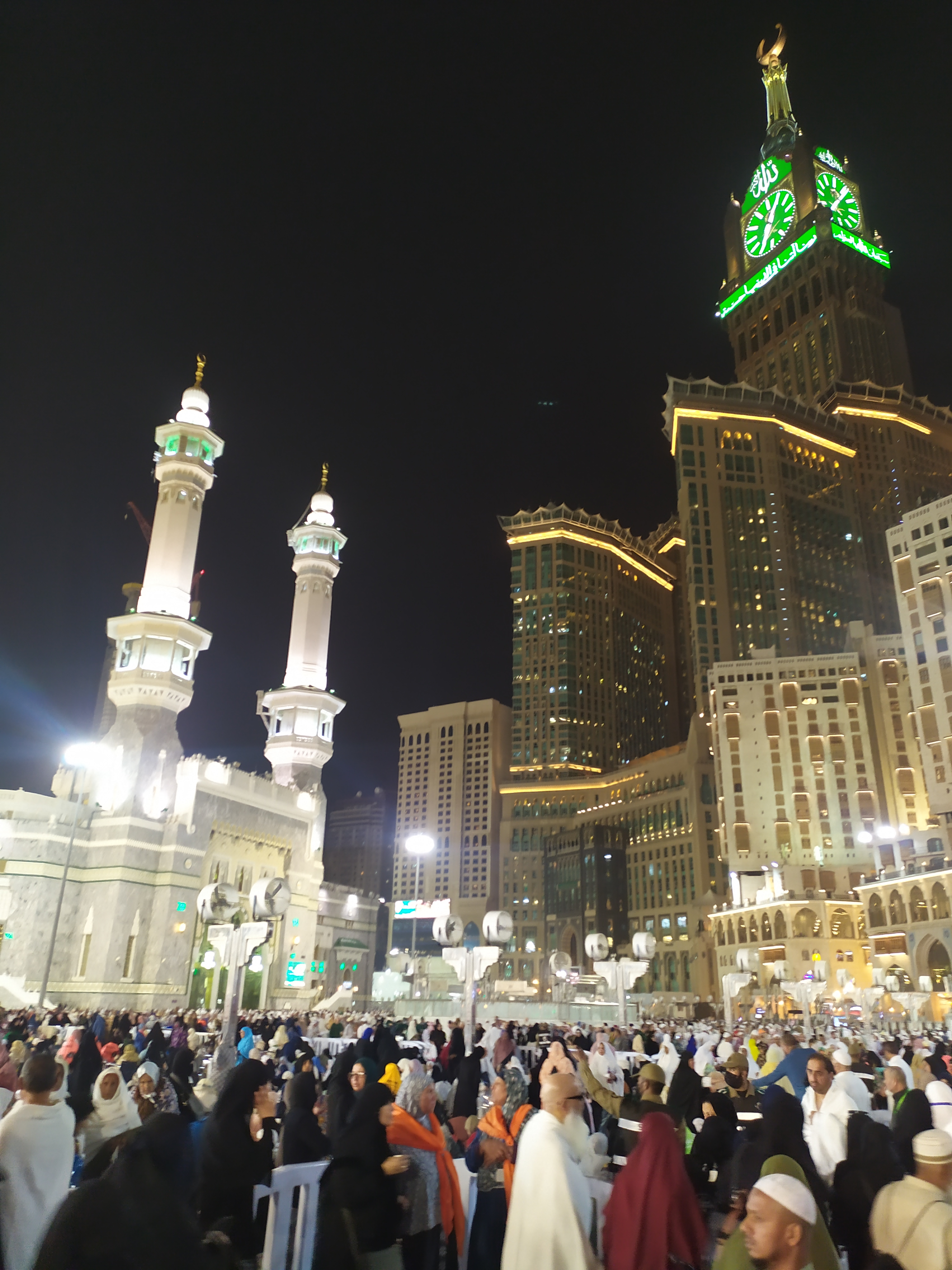
المسجد الحرام في مكة المكرمة ليلاً

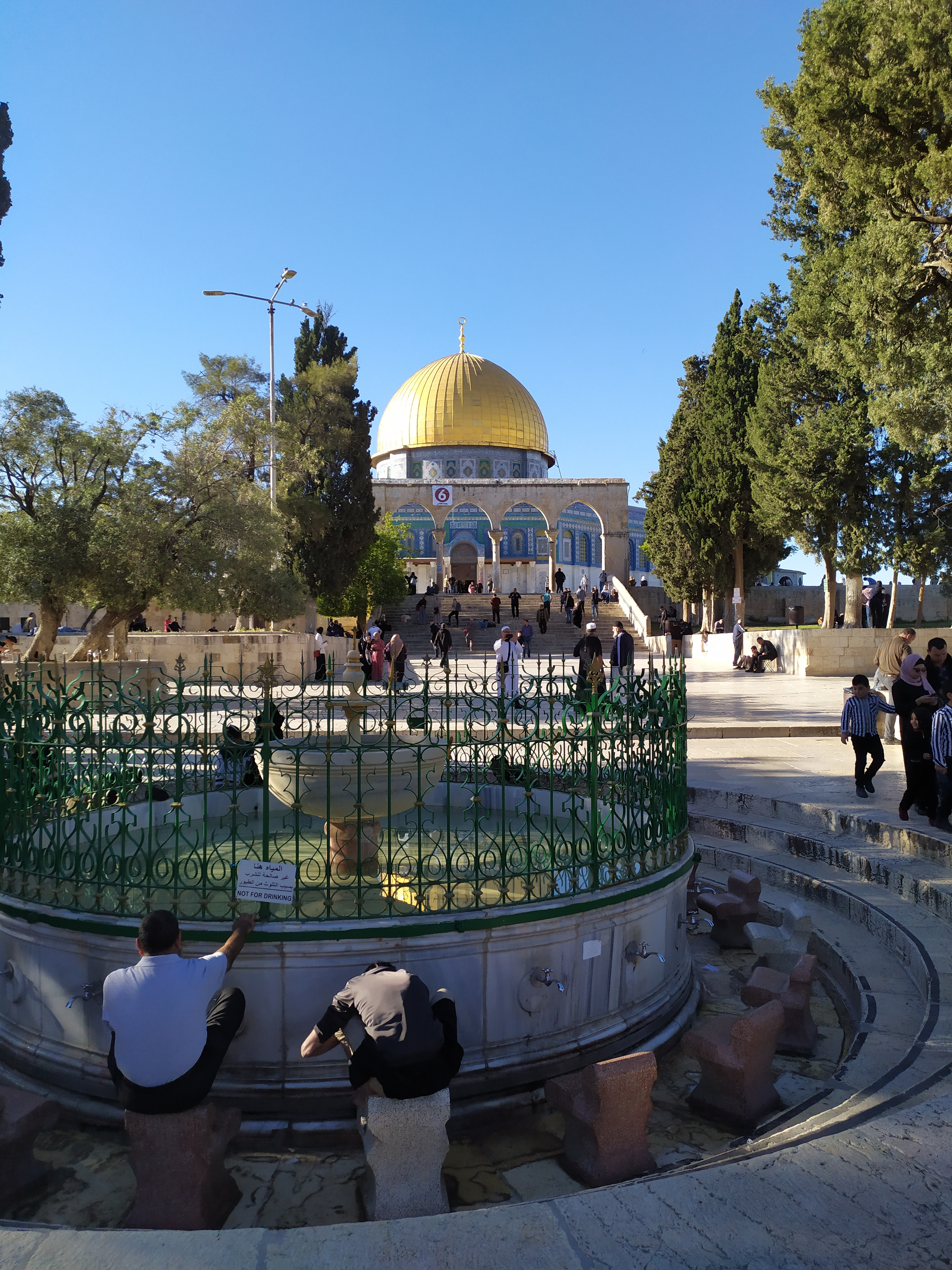
سبيل الكأس في المسجد الأقصى،يقع أمام ساحة المصلى القبلي في المسجد الأقصى

يؤمن معظم المسلمون بأن شد الرحال للمساجد الثلاثة، الحرام، والنبوي، والأقصى، مما جاءت النصوص الإسلامية بذكره وبيان حكمه، وذلك تعظيماً لشأن هذه المساجد وتشريفاً لها، ممّا احتاج إلى ذكر بيان ما ورد في فضل هذه المساجد من آيات قرآنية وأحاديث من السنة النبوية، مع بيان توضيحي عن آراء العلماء عن شد الرحال لغيرها.

## مفهوم شد الرحال عند المسلمين

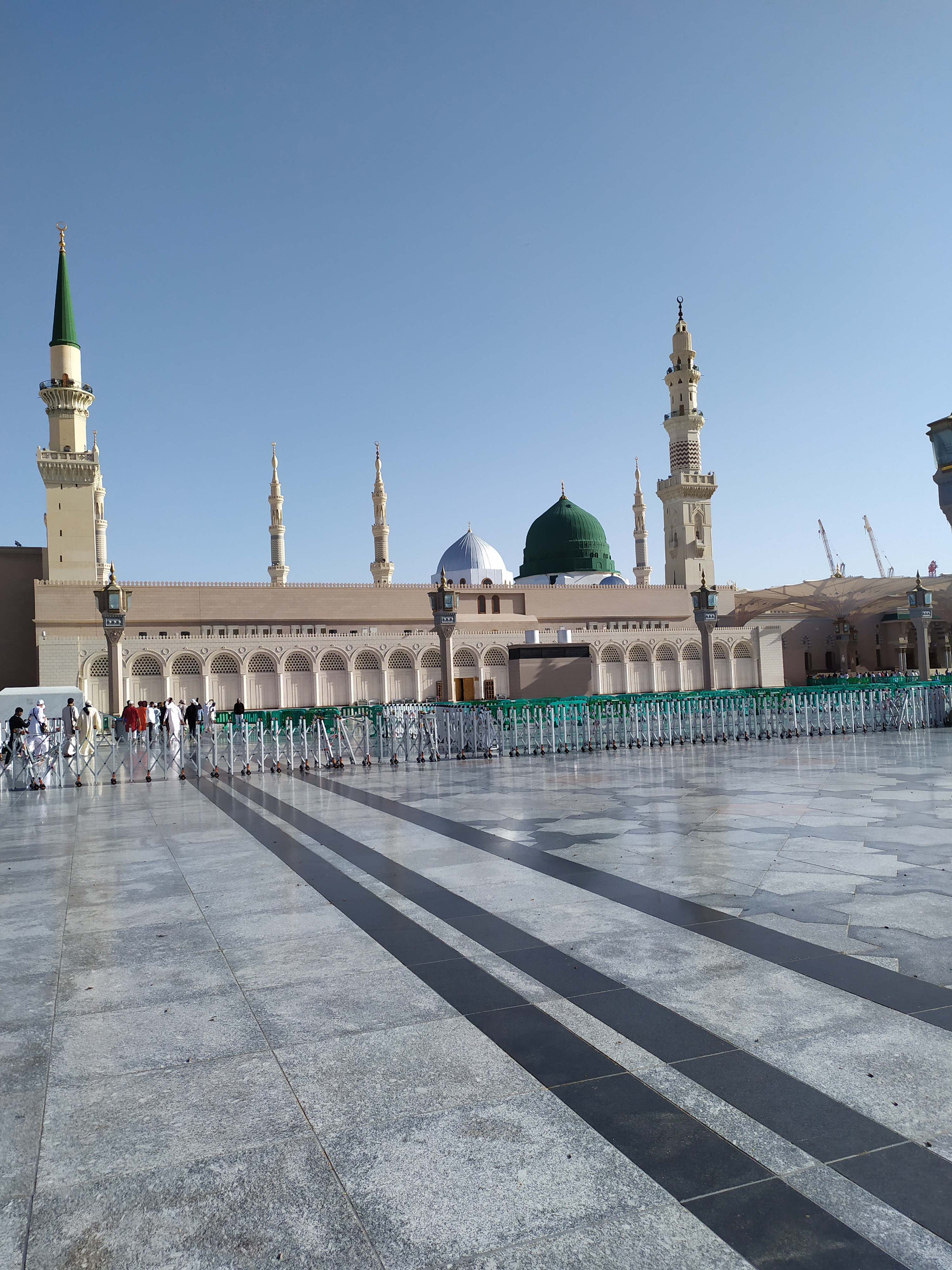
المسجد النبوي الشريف في المدينة المنورة

الرِّحال: جمع رحل، والرحل هُنَا: اسمٌ لما يوضع على البعير من قتبه وكُوره ويربط ذلك من حبال. وشد الرحال هو كناية عن السير والنفر، وكني به لأنه لازمه، ويستوي في هذا المعنى: الرحال والخيل والبغال والحمير والسيارات والطائرات والمشي على الأقدام.

## شد الرحال في النصوص الإسلامية
شد الرحال بحسب العقيدة الإسلامية، فإنه يشرع السفر وشد الرحال إلى ثلاثة مساجد، وهي المسجد الحرام، والمسجد الأقصى، والمسجد النبوي. ففي صحيح البخاري
روي عن أبي سعيد الخدري  أن رسول اللّه ﷺ قال: 
| شد الرحال | لاتشد الرحال إلا إلى ثلاثة مساجد: مسجد الحرام، ومسجد الأقصى، ومسجدي هذا | شد الرحال |

.
وذكر بدر الدين العيني في شرحه للبخاري أن قوله «لا تشد الرحال» على صيغة المجهول بلفظ النفي بمعنى النهي أي بمعنى لا تشدوا الرحال، ويدل على ذلك أن مسلم في صحيحه رواه بصيغة النهي، كما جاء من حديث أبي سعيد الخدري  عن النبي ﷺ أنه قال: «لا تشدوا  الرحال إلا إلى ثلاثة مساجد مسجدي هذا والمسجد الحرام والمسجد الأقصى».
فيكون معنى لا تشد الرحال أي: لا يقصد موضع من المواضع بنية العبادة والتقرب إلى الله تعالى إلاَّ إلى هذه الأماكن الثلاثة تعظيماً لشأنها وتشريفاً، كما بين ذلك ابن الأثير في جامع الأصول.
قال ابن تيمية: «وأما السفر إلى مسجده للصلاة فيه، والسفر إلى المسجد الأقصى للصلاة فيه فهو مستحب».
ويستفاد من الحديث فضيلة شد الرحال لهذه المساجد، لكونها مساجد الأنبياء، ولفضل الصلاة فيها، وأن الله جعل فيها من الخير والبركة الشيء العظيم، وأن السفر لهذه المساجد الثلاثة للصلاة فيها والدعاء والذكر والقراءة والاعتكاف من الأعمال الصالحة، ولذلك حث رسول الله ﷺ على زيارة هذه المساجد ورغب فيها، وبين فضل الصلاة في هذه المساجد، جاء في صحيح البخاري ومسلم عن أبي هريرة  أن النبي ﷺ قال: «صلاة في  مسجدي هذا خير من ألف صلاة فيما سواه، إلا المسجد الحرام».
وجاء عند ابن ماجه وصححه الألباني عن جابر  أن رسول الله ﷺ قال: «صلاة في مسجدي أفضل من ألف صلاة فيما سواه إلا المسجد الحرام وصلاة في المسجد الحرام أفضل من مئة ألف صلاة فيما سواه».
ومن المساجد التي جاءت الشريعة بذكرها فضلها؛ مسجد قباء، فللمسلم أن يقصده من داخل المدينة، من دون شد الرحل إليه، ويدل على هذا: أن رسول الله ﷺ قال: «من تطهر في بيته، ثم أتى مسجد قباء، فصلى فيه صلاة كان له  كأجر عمرة». أخرجه ابن ماجه من حديث سهل بن حنيف.
فقوله ﷺ من تطهر: فيه تنبيه على أن الذهاب إلى المسجد ليس إلا لمن كان قريب الدار منه بحيث يمكن أن يتطهر في بيته ويصلي فيه بتلك الطهارة كأهل المدينة وأهل قباء لا يحتاج إلى شد الرحال إذ ليس ذاك لغير المساجد الثلاثة، كما بين ذلك السندي في حاشيته على سنن ابن ماجه.
ولا يشمل عند أئمة المسلمين النهي الوارد في الحديث:«لا تشدوا الرحال» السفر لقصد الصلاة في المسجد النبوي ثم زيارة قبر الرسول وصاحبيه أبي بكر وعمر وزيارة مقبرة البقيع والشهداء في أحد، لأنه لم يشد الرحال لزيارة القبور إنما أنشأها لزيارة المسجد النبوي، فدخلت زيارة القبور تبعاً، ويجوز تبعاً ما لا يجوز استقلالاً.
ولا يدخل في النهي شد الرحال للسفر لأعمال يتقرب بها إلى الله، كصلة الأرحام، أو طلب العلم، أو الجهاد، لأنه ليس سفراً لذات المكان والبقعة يريد تعظيمها ويتقرب بها، بل إلى من في ذلك المكان لتحصيل غرضٍ عليها، كما بين ذلك ابن حجر في فتح الباري.

## آراء علماء المسلمين عن شد الرحال للمواضع الفاضلة (غير المساجد الثلاثة)
نشأ الخلاف في هذه المسألة في القرون المتأخرة بعد عصر الصحابة والتابعين وتابعيهم، كالسفر لقبور الصالحين، وإلى المواضع الفاضلة ونحو ذلك، وأصبح الخلاف منعقد بينهم بين الإباحة والتحريم، ولم يقل أحد من علماء المسلمين بالاستحباب مطلقاً.
فممَّن يجوِّز السفر لزيارة قبور الأنبياء والصالحين والمشاهد: أبو حامد الغزالي، وأبو محمد المقدسي، وإمام الحرمين الجويني وغيرهم.

## أدلة القائلين بإباحة السفر للمواضع الفاضلة (غير المساجد الثلاثة)
ومن أدلتهم في ذلك أن السفر غير محرم لعموم حديث: «كنت نهيتكم عن زيارة القبور فزوروها»، ويحتج بعضهم بالأحاديث المروية في ذلك كحديث: «من حج البيت ولم يزرني فقد جفاني»، «من زار قبري وجبت له شفاعتي».
وذهب جمع كبير من العلماء المتقدمين إلى القول بتحريم السفر إلى غير المساجد الثلاثة.
فمن المالكية: الإمام مالك (ت:179هـ)، والقاضي عياض (ت:544هـ)، ومن الشافعية: أبو محمد الجويني والد إمام الحرمين (438هـ)، وابن الأثير صاحب جامع الأصول (ت:606هـ). ومن الحنابلة: ابن بطة العكبري (ت:387هـ)، وابن عقيل (ت:513هـ) وقال بذلك بعض الحنفية، واستظهر هذه الفتوى ابن تيمية المتوفى: 728هـ، وقد أيده علماء بغداد على ذلك. وممن أفتى من المتأخرين بالتحريم محمد بن إسماعيل الصنعاني (ت:1182هـ) كما في سبل السلام، والمباركفوري الهندي في تحفة الأحوذي، ونعمان بن محمود الآلوسي مفتي الحنفية ببغداد (ت:1317هـ) كما في جلاء العينين.

## أدلة القائلين بتحريم السفر للمواضع الفاضلة (غير المساجد الثلاثة)
أن حديث «لا تشدوا الرحال إلا إلى ثلاثة مساجد مسجدي هذا والمسجد الحرام والمسجد الأقصى» لا يختص بعدم شد الرحال لغير المساجد الثلاثة، بل يشمل عدم السفر وشد الرحال إلى كل مكان يقصد التقرب إلى الله فيه كالأماكن المعظمة والقبور، وهذا مافهمه الصحابة .
واستدلوا على هذا بما أخرجه الطحاوي عن أبي هريرة  قال: لقيت أبا بصرة صاحب رسول الله ﷺ، فقال لي: من أين أقبلت؟ قلت: من الطور حيث كلم الله موسى فقال له: لو لقيتك قبل أن تذهب لزجرتك، سمعت رسول الله ﷺ يقول: «لا تشد الرحال إلا إلى  ثلاثة مساجد: مسجد الحرام، والمسجد الأقصى، ومسجدي بالمدينة».
وعن قزعة، قال: «سألت ابن عمر: آتي الطور؟ قال: دع الطور ولا تأتها، وقال: لا تشدوا الرحال إلا إلى ثلاثة مساجد».
فقالوا إن الحديث: يعم النهي عن السفر إلى المساجد والمشاهد، وكل مكان يقصد السفر إلى عينه للتقرب فقد فهم الصحابي الذي روى الحديث أن الطور وأمثاله من مقامات الأنبياء مندرجة في العموم وأنه لا يجوز السفر إليها كما لا يجوز السفر إلى مسجد غير المساجد الثلاثة.
وقد أنكر علي بن الحسين زين العابدين على من يتردد على القبر مستدلاً عليه بحديث يرويه بسنده إلى جده سيد الخلق ﷺ، كما روى ذلك أبو يعلى في مسنده: عن علي بن حسين، أنه رأى رجلاً يجيء إلى فرجة كانت عند قبر النبي ﷺ، فيدخل فيها فيدعو، فنهاه، فقال: ألا أحدثكم حديثاً سمعته من أبي، عن جدي، عن رسول الله قال: «لا تتخذوا قبري عيداً، ولا بيوتكم قبوراً، فإن تسليمكم يبلغني أينما كنتم» فقد فهم راوي هذا الحديث وهو من آل البيت النبوي أن من اتخاذ قبره عليه السلام عيداً؛ التردد على القبر، ويدل نهيه وإنكاره على من تردد إلى القبر؛ أن عمل جمهور المسلمين في زمانه -وخاصة العلماء- هو عدم التردد إلى القبر.
قال ابن تيمية: "وأما السفر إلى قبور الأنبياء والصالحين فهذا لم يكن موجوداً في الإسلام في زمن مالك وإنما حدث هذا بعد القرون الثلاثة. قرن الصحابة والتابعين وتابعيهم. فأما هذه القرون التي أثنى عليها رسول الله فلم يكن هذا ظاهراً فيها ولكن بعدها ظهر الإفك والشرك. ولهذا لما سُئل الإمام مالك عن رجل نذر أن يأتي قبر النبي ﷺ فقال: إن كان أراد المسجد فليأته وليصل فيه وإن كان أراد القبر فلا يفعل للحديث الذي جاء: «لا تعمل المطي إلا إلى ثلاثة مساجد»".
فكان الامام ابن حبان دائم الزيارة لضريح علي بن موسى الرضا حيث ذكر ذلك في كتاب الثقات «..ما حلت بي شدة في وقت مقامي بطوس فزرت قبر علي بن موسى الرضا صلوات الله على جده وعليه ودعوت الله إزالتها عنى إلا أستجيب لي وزالت عنى تلك الشدة وهذا شئ جربته مراراً فوجدته كذلك أماتنا الله على محبة المصطفى وأهل بيته صلى الله عليه وسلم الله عليه وعليهم أجمعين..»
فيما سمى الامام الشافعي قبر موسى الكاظم بـ: «الترياق المجرب » لشدة استجابة الدعاء عند ضريحه.

## مواضيع متعلقة
المسجد الحرام
المسجد النبوي
المسجد الأقصى
مسجد قباء

## وصلات خارجية
- شرح حديث لا تشد الرحال إلا لثلاثة مساجد - إسلام ويب.